# Diomedea
Diomedea és un gènere d'ocells de la família dels diomedeids (Diomedeidae). En aquest gènere eren classificats antany la major part dels albatros, però en 1996 es van separar les espècies més petites en el gènere Thalassarche i les del Pacífic nord en el gènere Phoebastria. Són grans ocells d'hàbits pelàgics que viuen als oceans meridionals, i en general crien en illes remotes.

## Llista d'espècies
Se n'han descrit 6 espècies dins aquest gènere:
- Albatros de l'illa d'Amsterdam (Diomedea amsterdamensis).
- Albatros de les Antípodes (Diomedea antipodensis).
- Albatros reial septentrional (Diomedea sanfordi).
- Albatros reial meridional (Diomedea epomophora).
- Albatros de l'illa de Tristan da Cunha (Diomedea dabbenena).
- Albatros viatger (Diomedea exulans).

Alguns autors consideren subespècies algunes d'aquestes espècies.